# Конно, Михаил Юганович
Михаил Юганович Конно (4 ноября 1914 года, село Сальме, Сухумский округ, Кутаисская губерния, Российская империя — 22 марта 1975 года, село Сальме, Гагрский район, Абхазская ССР) — звеньевой колхоза имени Сталина Леселидзевского сельсовета Гагрского района Абхазской АССР, Грузинская ССР. Герой Социалистического Труда (1949).

## Биография
Окончил среднюю школу в родном селе. Трудился рядовым колхозником в колхозе имени Сталина Гагрского района. Участвовал в Великой Отечественной войне. Воевал командиром отделения 136-го отдельного автотранспортного батальона 36-го района авиационного базирования. После демобилизации возвратился в родное село, где продолжил трудиться звеньевым в колхозе имени Сталина Гагрского района.
В 1948 году звено под руководством Михаила Конно собрало в среднем с каждого гектара по 22,1 центнера табака сорта «Самсун» № 27 на участке площадью 3 гектара. Указом Президиума Верховного Совета СССР от 3 мая 1949 года удостоен звания Героя Социалистического Труда «за получение высоких урожаев кукурузы и табака в 1948 году» с вручением ордена Ленина и золотой медали «Серп и Молот».
Этим же указом звания Героя Социалистического Труда были удостоены председатель колхоза Ганс Михайлович Северин, агроном Вамбол Гансович Янес, табаководы бригадир Вольдемар Магнусович Ромм и звеньевая Ильда Иоэловна Локк.
После выхода на пенсию проживал в родном селе. Скончался 22 марта 1975 года.
Награды и звания
- Герой Социалистического Труда
- Орден Ленина
- Медаль «За оборону Кавказа» (01.05.1944)